# Canton de Jussac
Le canton de Jussac est un ancien canton français situé dans le département du Cantal et la région Auvergne-Rhône-Alpes. Il disparaît en 2015 à la suite du redécoupage des cantons du département.

## Géographie
Ce canton était organisé autour de Jussac dans l'arrondissement d'Aurillac. Son altitude varie de 569 m (Crandelles) à 874 m (Jussac) pour une altitude moyenne de 629 m.

## Histoire
Il est créé en 1985 à partir du canton d'Aurillac-I. Il est supprimé en 2015 et les cinq communes rejoignent le nouveau canton de Naucelles.

## Représentation
| Période | Période | Identité          | Étiquette | Qualité                                               |
| ------- | ------- | ----------------- | --------- | ----------------------------------------------------- |
| 1985    | 1988    | Antoine Dejou     | app.UDF   | Maire de Jussac (1959-1995)                           |
| 1988    | 2015    | Jacques Markarian | PS        | Médecin anesthésiste, maire de Crandelles (1977-2014) |

### Résultats électoraux détaillés
- Élections cantonales de 2001 : Jacques Markarian (PS) est élu au 1er tour avec 61,83 % des suffrages exprimés, devant Michel Jiolat (RPR) (28,28 %), Annie Bertrand (PCF) (6,93 %) et Roger Picot (MNR) (2,95 %). Le taux de participation est de 77,84 % (3 436 votants sur 4 414 inscrits)[2].
- Élections cantonales de 2008 : Jacques Markarian   (PS) est élu au 1er tour avec 64,34 % des suffrages exprimés, devant Alain  Samson  (UMP) (27,06 %) et Annie  Bertrand  (PCF) (8,61 %). Le taux de participation est de 75,23 % (3 580 votants sur 4 759 inscrits)[3].

## Composition
Le canton de Jussac regroupait 5 communes.
| Nom                  | Code Insee | Codepostal | Superficie (km2) | Population (dernière pop. légale) | Densité (hab./km2) |
| -------------------- | ---------- | ---------- | ---------------- | --------------------------------- | ------------------ |
| Jussac (chef-lieu)   | 15083      | 15250      | 18,43            | 1 941 (2012)                      | 105                |
| Crandelles           | 15056      | 15250      | 12,46            | 738 (2012)                        | 59                 |
| Naucelles            | 15140      | 15250      | 11,69            | 1 922 (2012)                      | 164                |
| Reilhac              | 15160      | 15250      | 8,89             | 1 097 (2012)                      | 123                |
| Teissières-de-Cornet | 15233      | 15250      | 9,32             | 247 (2012)                        | 27                 |

## Démographie
| 1990  | 1999  | 2006  | 2011  | 2012  |
| ----- | ----- | ----- | ----- | ----- |
| 5 166 | 5 290 | 5 534 | 5 853 | 5 945 |